# Colopalpus
Colopalpus is een mijtengeslacht uit de familie van de Teneriffiidae. De wetenschappelijke naam van het geslacht werd voor het eerst geldig gepubliceerd in 1958 door Pritchard & Baker.

## Soorten
- Colopalpus elegans Collyer, 1973
- Colopalpus eriophyoides (Baker, 1948)
- Colopalpus hibiscus Xu & Zhang, 2021
- Colopalpus mansoni Collyer, 1973
- Colopalpus mansonicolus Ghai & Shenhmar 1984
- Colopalpus matthyssei Pritchard & Baker, 1958
- Colopalpus nambii (Castro & Feres, 2013)
- Colopalpus oxalis Flechtmann,1971
- Colopalpus pedrus Manson, 1963
- Colopalpus philippinensis Corpuz-Raros, 1978
- Colopalpus punjabensis Maninder & Ghai, 1978
- Colopalpus zahirii (Khanjani & Seeman 2013)